# Agrilus limpiae
Agrilus limpiae é uma espécie de escaravelho perfurador de madeira metálico da família Buprestidae.
É conhecida a sua existência na América do Norte.